# Le Veilleur de nuit (roman)
Pour les articles homonymes, voir Le Veilleur de nuit.
Le Veilleur de nuit est un roman de Simonne Jacquemard publié le 1er octobre 1962 aux éditions du Seuil et ayant reçu le prix Renaudot la même année.

## Éditions
- Le Veilleur de nuit, éditions du Seuil, 1962,  (ISBN 978-2020009942).